# Estucado al fuego

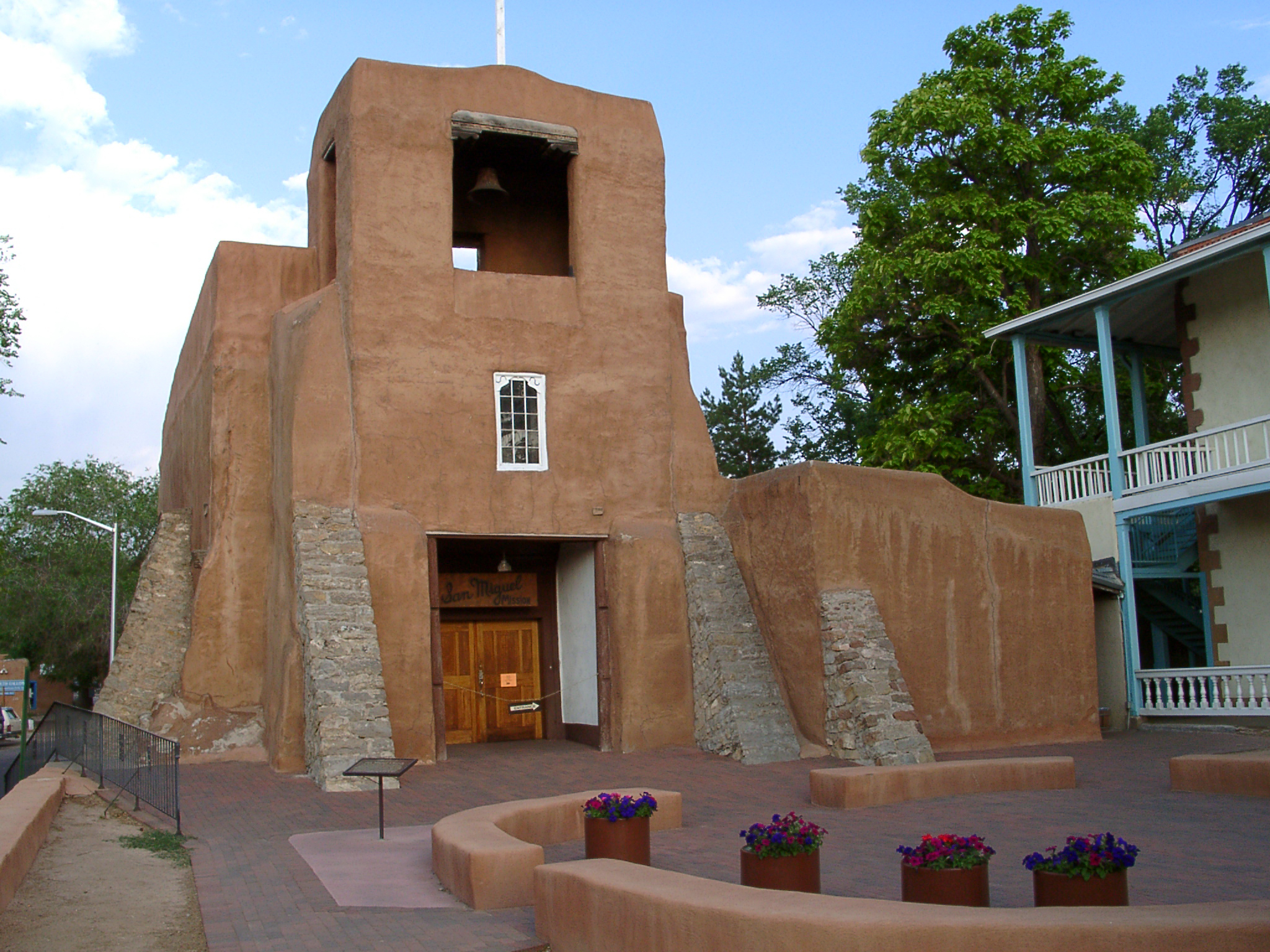
Pared realizada con estuco de cal planchado al fuego. Iglesia de San Miguel, en Santa Fe (Nuevo México)

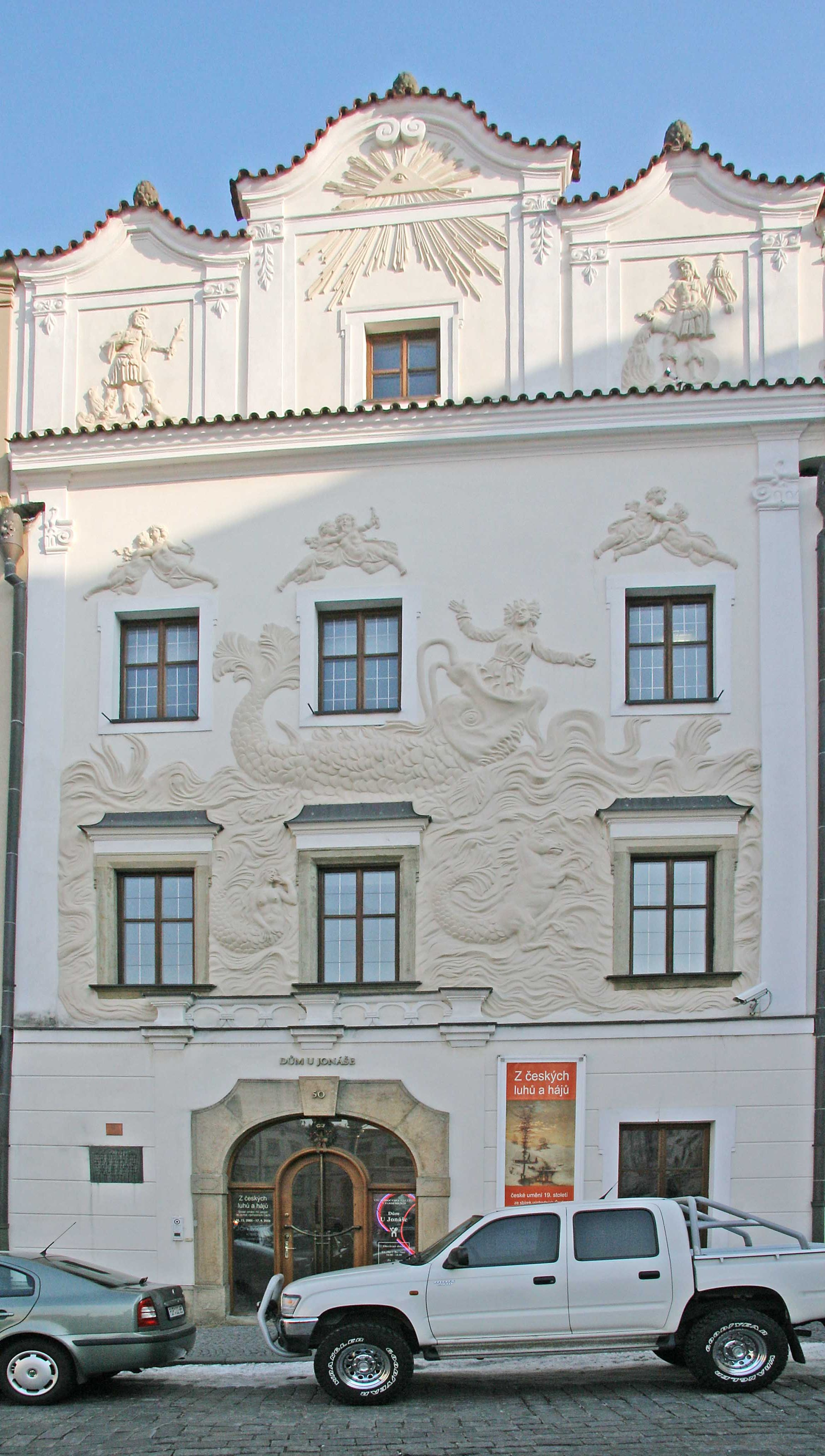
Decoración realizada con estuco de cal planchado al fuego

El  estucado al fuego  es una variante de la técnica de estucado que utiliza una pasta de grano fino compuesta de cal apagada, mármol pulverizado y pigmentos naturales, que se endurece, ayudado por el calor de una plancha caliente, por reacción química al entrar en contacto el carbonato cálcico de la cal con el dióxido de carbono (CO2) y se utiliza sobre todo en los acabados de paredes y techos. Se utiliza con ventaja, por su resistencia al agua, en el acabado de paredes exteriores.

## Etimología
El término estuco proviene del italiano "stucco", siendo una forma de terminación o decoración de paredes y techos, interiores o exteriores, basada en pinturas y diferentes tipos de mortero que permite la obtención de diversas texturas. Dada su versatilidad, se adapta a cualquier tipo de construcción o época. Aparte de la función decorativa, refuerza la pared y la impermeabiliza, aunque permitiendo la transpiración natural.

## Acabados
El estucado al fuego admite numerosos tratamientos, entre los que destacan el modelado y el esgrafiado obteniendo formas ornamentales, el pulido para darle la apariencia de mármol o decorarlo con un pintado policromo .
Las posibilidades de la cal para hacer acabados la hace muy versátil, y se pueden conseguir maravillosos estucos planchados al fuego, imitando el mármol por su brillo, estética y tacto pudiendo hacer imitaciones de piedra esculpida o de las más rústicas piedras naturales.
Tanto para interiores como para exteriores ofrece una importante capacidad de transpiración y un bajo nivel de radiación, cualidades tan apreciadas como la ausencia de juntas y un abanico de colores que permite acabados siempre originales y genuinos.

## Aplicación

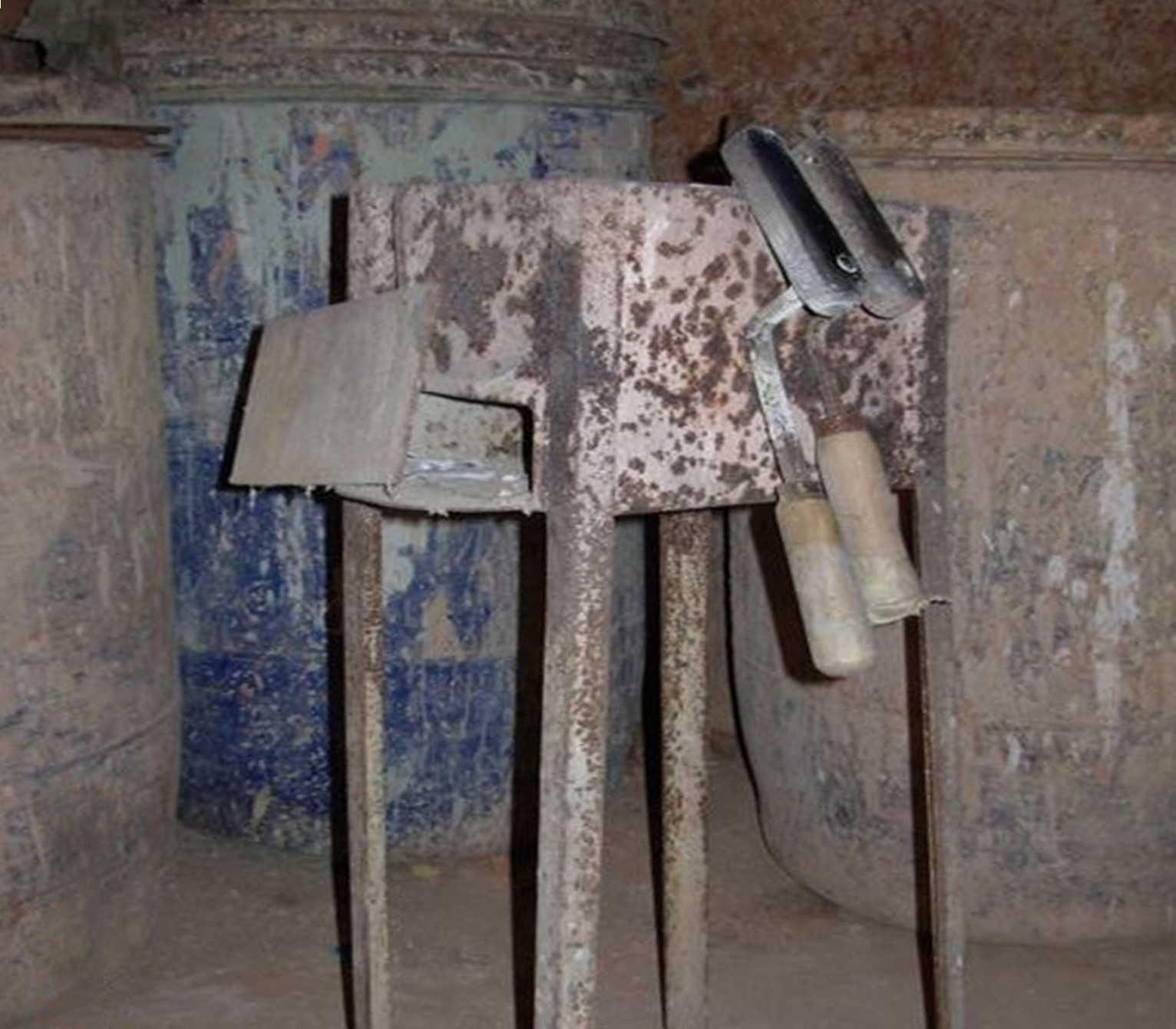
Herramientas de estucar al fuego

Previamente se empieza colocando a calentar en el hornillo las planchas alisadoras, a continuación, se sigue el procedimiento específico de cada caso:
Sobre ladrillos u otros tipos de material similares
- Se humedece ligeramente la superficie, y se aplica una capa de 2 a 4 mm cubriendo toda el área con una llana lisa. Se deja secar la aplicación durante 12 horas y se aplica una segunda capa no superior a 3 mm para darle el acabado final, mediante las planchas calentadas en el hornillo.

Sobre una superficie fina de cemento
- Se aplica el estuco con una llana lisa cubriendo toda la superficie con una capa no superior 4 mm, procediendo seguidamente a "frotar" las planchas calientes sobre la superficie lisa. Una vez comenzado el secado se le puede dar textura.